# Latković
Latković (en serbe cyrillique : Латковић) est un village de Serbie situé dans la municipalité de Ljig, district de Kolubara. Au recensement de 2011, il comptait 436 habitants.

## Démographie
| 1948 | 1953 | 1961 | 1971 | 1981 | 1991 | 2002 | 2011 |
| ---- | ---- | ---- | ---- | ---- | ---- | ---- | ---- |
| 704  | 715  | 674  | 572  | 582  | 538  | 443  | 436  |

|  |